# إيه سي ديلكو
إيه سي ديلكو  (بالإنجليزية: ACDelco)‏ هي علامة تجارية أمريكية لقطع غيار السيارات والتي تملكها جنرال موتورز (GM). تأسست في 1916. ويقع مقرها في غراند بلانك. هي تابعة لجنرال موتورز.
تنتج إيه سي ديلكو أجزاء وقطع غيار للمركبات المصنعة من قبل جنرال موتورز تحت العلامة التجارية إيه سي ديلكو، كما تقوم أيضا بصنع قطع الغيار للسيارات التي لم تنتجها جنرال موتورز. وعلى مدى تاريخها الطويل، عرفت إيه سي ديلكو أسماء مختلفة مثل: شركة المحركات المتحدة (بالإنجليزية:  United Motors Corporation)‏، خدمة موتورز المتحدة (بالإنجليزية: United Motors Service)‏، ودلكو الولايات المتحدة (بالإنجليزية: United Delco)‏. في عام 1974 اندمجت مع إيه سي سبارك بلق (إيه سي لشمعات الاحتراق) (بالإنجليزية: AC Spark Plug)‏ وأصبحت تعرف باسم إيه سي-دلكو.

## وصلات خارجية
- الموقع الرسمي